# VfR Stockach
Der Verein für Rasensport 09 Stockach e. V. (kurz VfR Stockach) ist ein Fußballverein im südbadischen Bezirk Bodensee. Der Verein nimmt mit zwei Herrenmannschaften und mehreren Juniorenmannschaften am Spielbetrieb teil.

## Geschichte und Erfolge
Der Verein wurde als Fußball-Club Stockach am 21. März 1909 gegründet. Bis 1945 war der größte Erfolg die Teilnahme an der Kreisliga Hegau, das entspricht heute der Landesliga.
Als Nachfolgeverein für den von den Besatzungsmächten aufgelösten FC Stockach entstand am 1. Mai 1946 der VfR Stockach. Im Jahr 1946 gelang der Aufstieg in die höchste südbadische Spielklasse, der er bis zur Strukturreform 1950 angehört. Der 1. Amateurliga Südbaden gehörte er 1951–1954 und 1955/56 an, deren Nachfolger Verbandsliga Südbaden 1989 bis 1993.

## Tischtennis
Früher gab es auch eine Tischtennisabteilung im VfR. Diese fusionierte 2006 mit dem TTC Zizenhausen zum TTC Stockach-Zizenhausen, indem die Mitglieder den Verein wechselten.

## Weitere Abteilungen
Da es 1946 nur einen Sportverein je Ort geben durfte, gab es anfangs neben Fußball und Tischtennis weitere Abteilungen. Turner, Handballer und Leichtathleten wechselten später zur wiedergegründeten Turngemeinde 1862 e. V. Stockach. Auch die Mitglieder der Skizunft gehörten dem VfR an, ebenso gab es eine Boxabteilung.